# Hillary Janssens
Hillary Janssens (Surrey, 21 de julio de 1994) es una deportista canadiense que compite en remo.
Participó en los Juegos Olímpicos de Tokio 2020, obteniendo una medalla de bronce en la prueba de dos sin timonel. Ganó tres medallas en el Campeonato Mundial de Remo entre los años 2017 y 2019.

## Palmarés internacional
| Juegos Olímpicos   | Juegos Olímpicos          | Juegos Olímpicos  | Juegos Olímpicos |
| Año                | Lugar                     | Medalla           | Prueba           |
| ------------------ | ------------------------- | ----------------- | ---------------- |
| 2020               | Tokio (Japón)             | Medalla de bronce | Dos sin timonel  |
| Campeonato Mundial |                           |                   |                  |
| Año                | Lugar                     | Medalla           | Prueba           |
| 2017               | Sarasota (Estados Unidos) | Medalla de plata  | Ocho con timonel |
| 2018               | Plovdiv (Bulgaria)        | Medalla de oro    | Dos sin timonel  |
| 2019               | Ottensheim (Austria)      | Medalla de bronce | Dos sin timonel  |